# Jonas Ogandaga
Jonas Ogandaga (1º agosto 1975) è un ex calciatore gabonese, di ruolo centrocampista.

## Palmarès

### Club

#### Competizioni nazionali
- Campionato marocchino: 2

Raja Casablanca: 1996-1997, 1997-1998

#### Competizioni internazionali
- CAF Champions League: 1

Raja Casablanca: 1997
- Coppa dei Campioni afro-asiatica: 1

Raja Casablanca: 1998